# کراسلاوا
کراسلاوا (به لتونیایی: Krāslava) شهرکی در لتونی با جمعیت ۱۰٬۸۵۴ نفر است که در Krāslava municipality واقع شده‌است.